# Luxool
Luxool is een wijk in de stad Nijkerk in de Nederlandse provincie Gelderland. De wijk grenst aan de andere wijken Hazeveld, Centrum en Beulekamp. De wijk ligt aan de rand van Nijkerk en grenst voor een groot stuk aan weilanden. In het noorden van de wijk loopt de Bloemedaalseweg en in het westen de Centraalspoorweg.

## Geschiedenis
In de wijk liggen slechts enkele straten, waarmee dit de wijk met het minste aantal straten in de stad is. Er liggen een aantal straatnamen die vernoemd werden naar inmiddels afgebroken boerderijen. Zoals de Bloemendaalseweg en ook de naam Nachtegaalsteeg stamt af van de boerderij Nachtegaal. Die vroeger in de buurt lag van waar nu de straat is. Aan de rand van de wijk aan de Bloemendaalseweg ligt het rijksmonument Groot Hennekeler. Deze Havezate werd gebouwd tussen de 17e en 19e eeuw.

## Sportvoorzieningen
In de wijk liggen veel sportvoorzieningen, onder andere de stadions van Sparta Nijkerk (De Ebbenhorst) en NSC (De Burcht), de tennisbanen van de Nijkerkse Tennis Club en in deze wijk stond ook het zwembad Bad Bloemendaal, die is inmiddels afgebroken vanwege een nieuw zwembad.
Centrum · Schulpkamp · Rensselaer · Paasbos · Strijland · Beulekamp · Luxool · Hazeveld · Bruins Slotlaan · Corlaer · Groot Corlaer (Boerderijakkers · De Kamers) · De Bogen · De Terrassen · Doornsteeg · Het Spaanse Leger

Bedrijventerreinen:
Arkervaart · Watergoor · Spoorkamp · De Flier